# Mafra (Santa Catarina)
Mafra é um município brasileiro do planalto norte do estado de Santa Catarina. Localiza-se a uma latitude 26º06'41" sul e a uma longitude 49º48'19" oeste, estando a uma altitude de 793 metros a 310 km da capital Florianópolis, a 105 km de Curitiba, capital do estado do Paraná e a 134 km de Joinville, maior cidade de Santa Catarina. Sua população, conforme estimativas do IBGE de 2020, era de 56 561 habitantes.
Suas principais atividades econômicas são a agropecuária e indústria, além de ser um importante entroncamento rodoferroviário na região. Possui uma área de 1.404,084 km², que representa aproximadamente 1,47% da área total do estado; é o 4.º maior município em extensão territorial de Santa Catarina (o 1.º é Lages, com 2.645 km², o 2.º é São Joaquim, com 1.888 km², e o 3.º é Campos Novos, com 1.850 km²). O clima é temperado, com temperatura média entre 15 °C e 25 °C.
Mafra é considerada cidade polo do planalto norte de Santa Catarina. Classificada pelo Atlas de Regiões de Influência das Cidades 2007, publicado em 2009 pelo IBGE, como um centro sub-regional B.

## História
Mafra tem sua história unida à de Rio Negro, no Paraná, pois antes da mudança dos limites entre os dois estados, as duas cidades faziam parte de um único município. Até o século XVIII existiam na região índios botocudos. Tornou-se após caminho e parada para tropeiros, principalmente depois da abertura da Estrada da Mata. Desbravamento, colonização e costumes, são originais dos europeus. A partir de 1894, a questão dos limites com o estado do Paraná esteve em litígio, tendo sido feito acordo entre os estados, em 28 de outubro de 1916. Em 25 de agosto de 1917, depois de sentença do Supremo Tribunal Federal, o estado de Santa Catarina tomou posse do território contestado, então, restaurando o município e demarcando seus limites. A instalação deu-se a 8 de setembro do mesmo ano, ficando Mafra à margem esquerda do rio Negro. O nome do município é em homenagem ao jurista catarinense, Conselheiro Mafra, que defendeu Santa Catarina contra o Paraná. O extrativismo da erva mate e da madeira trouxe desenvolvimento para a região, que foi conseguindo autonomia econômica, até se tornar cidade em 1917, depois da Guerra do Contestado.

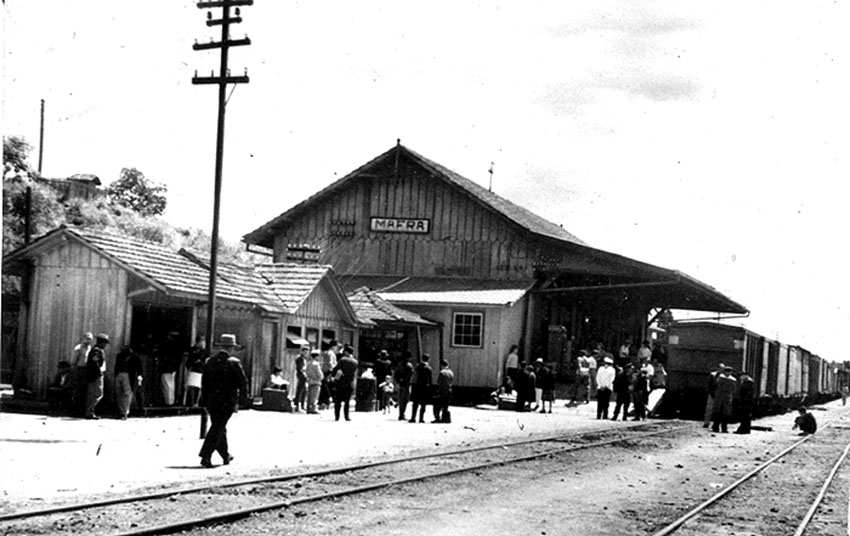
Antiga Estação Ferroviária de Mafra

 Neste período estava em construção a estrada de ferro, ligando Porto União a São Francisco do Sul, cuja linha passa pela centro da cidade de Mafra, ramal da Estrada de Ferro São Paulo Rio Grande. Tal fato contribuiu para o desenvolvimento econômico da região. Já nos anos 60 do século XX, houve a construção de uma nova linha ferroviária, ligando Mafra à Lages, chamada de Tronco Principal Sul. Estas duas linhas atualmente são administradas pela empresa  Rumo que mantém no município um grande complexo para manutenção de vagões e trens.
Até 8 de janeiro de 2000, Mafra possuía uma área territorial de 1.785 km², entretanto, com a Lei Estadual n.º 11.340, o distrito de Águas Claras, ao sul do território, foi desmembrado o qual passou a fazer parte do município de Rio Negrinho, com isso Mafra perdeu 379 km² de sua área, ficando com os atuais 1.404,084 km².
A cidade faz parte da Região Metropolitana do Norte/Nordeste Catarinense, anexada em 6 de Janeiro de 1998 pela lei complementar estadual n.º 162, sendo a cidade sede Joinville. Em 2007, a região metropolitana foi extinta pela lei complementar estadual n.º 381, porém, restituída pela lei complementar estadual n.º 495 de 2010.

## Etnias
- Africanos: Tribos Xaiguan
- Ameríndios: Kaingang e xokleng
- Europeias: alemã, polonesa, italiana, portuguesa, ucraniana, tcheca, bucovina
- Asiática: japonesa.
- Oriente Médio: libanesa, síria, turca.
- E outras etnias

### Acampamento Indígena UrbanoVen Kanér
O Acampamento Ven Kanér é um assentamento urbano que abriga 12 famílias Kaingang, totalizando mais de 40 pessoas. Este acampamento está situado em uma área central da cidade, próxima à rodoviária, e enfrenta desafios significativos em termos de infraestrutura, refletindo a realidade de diversos povos indígenas que vivem em contextos urbanos no território brasileiro. A comunidade tem uma presença histórica na região, remontando a 1984, quando uma família indígena, liderada por Mauro da Silva, que ocupava o cargo de vice-cacique em 2020, se estabeleceu no local. Ao longo dos anos, outras famílias indígenas se juntaram a eles, buscando não apenas um espaço para vender seus artesanatos, mas também construir uma vida permanente em Mafra. A mudança foi motivada em parte pela busca por melhores oportunidades, incluindo a proximidade com o litoral catarinense, facilitando a venda de seus produtos, especialmente o artesanato, uma atividade crucial para sua subsistência.
Contudo, a comunidade enfrentou desafios consideráveis, como a ameaça de despejo devido ao embargo de uma área que ocupavam. O cacique Sadraque Corrêa Garcia, liderando os esforços de resistência, buscou diálogo com autoridades locais para preservar o direito da comunidade àquele espaço, argumentando que ocupavam a área há muitos anos. A situação da água contaminada do rio que circunda o acampamento foi uma das principais preocupações. Em 2020, a comunidade enfrentou riscos à saúde, especialmente durante a pandemia de COVID-19, ao buscar água potável em uma torneira da rodoviária. Essa condição precária levou a denúncias e ações em busca de melhorias.
A comunidade Kaingang do Ven Kanér, apoiada por organizações como o Conselho Indigenista Missionário (CIMI) e a Pastoral Indigenista de Joinville, iniciou uma luta por condições básicas de vida, incluindo água potável, atendimento de saúde, energia elétrica e estrutura adequada para suas casas. A pressão sobre as autoridades locais levou a conquistas significativas, como a instalação de caixas d'água em 2021, proporcionando acesso a água potável e condições mais dignas para a comunidade, e com a promessa da construção de 15 casas no local, estabelecer uma horta comunitária e garantir o acesso à energia elétrica.

## Geografia

### Relevo
O município de Mafra apresenta um relevo de planalto, com colinas de pequena amplitude altimétrica, formando uma superfície regular, quase plana. Mafra possui uma altitude média de 800 metros do nível do mar.

### Vegetação

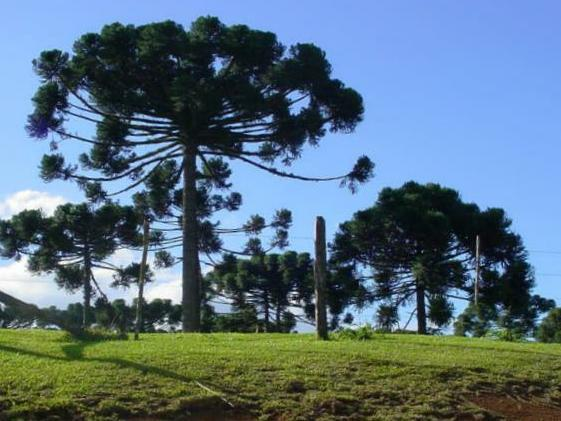
Araucária, árvore típica da região

A vegetação do município é classificada como "Floresta Ombrófila Mista", mais conhecida como "Mata de Araucárias", onde predomina o conhecido pinheiro-do-paraná, cuja espécie está desaparecendo diante da expansão de fronteiras agrícolas e a exploração de madeireira. Juntamente com o pinheiro-do-paraná, existem outras espécies vegetais, onde se destacam principalmente a canela, a imbuia, a sapopema, a bracatinga e a erva-mate.

### Hidrografia
Mafra localiza-se na Bacia do Iguaçu, cujo principal rio do município é o rio Negro, na divisa de Santa Catarina e Paraná. Outros rios que deságuam no rio Negro são: rio Preto, na divisa com o município de Rio Negrinho, rio da Lança (o maior rio inteiramente mafrense), o rio Negrinho, o rio São Lourenço (onde está instalada a Usina Hidroelétrica São Lourenço, em operação desde 1914, com potência instalada de 0,48 MW), o rio Ribeirãozinho, o rio Butiá e o rio São João, este já na divisa com o município de Três Barras.

### Clima
O clima de Mafra está classificado como "subtropical úmido mesotérmico". Subtropical porque possui temperaturas com médias entre 15 °C e 30 °C; Máxima temperatura em torno de 32 °C , e a mais baixa em torno de 1 °C, é mesotérmico porque as temperaturas registradas na cidade estão pouco distantes das registradas nas regiões mais quentes e também das registradas nas regiões mais frias do planeta. A umidade relativa normalmente fica acima de 85%, principalmente no vale do Rio Negro, onde a taxa de umidade é bem maior.
| Meses                      | Temperatura Média (°C) | Precipitação (mm) |
| Janeiro                    | 21                     | 152               |
| Fevereiro                  | 21                     | 170               |
| Março                      | 19                     | 147               |
| Abril                      | 17                     | 69                |
| Maio                       | 14                     | 97                |
| Junho                      | 10                     | 94                |
| Julho                      | 5                      | 79                |
| Agosto                     | 10                     | 89                |
| Setembro                   | 15                     | 117               |
| Outubro                    | 17                     | 145               |
| Novembro                   | 18                     | 107               |
| Dezembro                   | 20                     | 152               |
| Total                      | 15                     | 1418              |
| Fonte: The Weather Channel |                        |                   |

## Economia

### Agropecuária
Mafra destaca-se muito na agricultura, tanto em produção quanto em produtividade, tudo isso devido a grande área do município possui, e à fertilidade do solo. A maior produção ocorre com as culturas de soja, milho, feijão, trigo, cevada e fumo. Há que destacar também, a produção de mel, cuja qualidade é reconhecida internacionalmente. Na pecuária o destaque fica com a avicultura, suinocultura, e o rebanho de gado leiteiro.
A silvicultura também é expressiva no município, sobretudo nas últimas décadas, contribuído com matéria-prima para a indústria madeireira, diminuindo assim a pressão pela exploração de áreas de mata nativa.

### Indústria

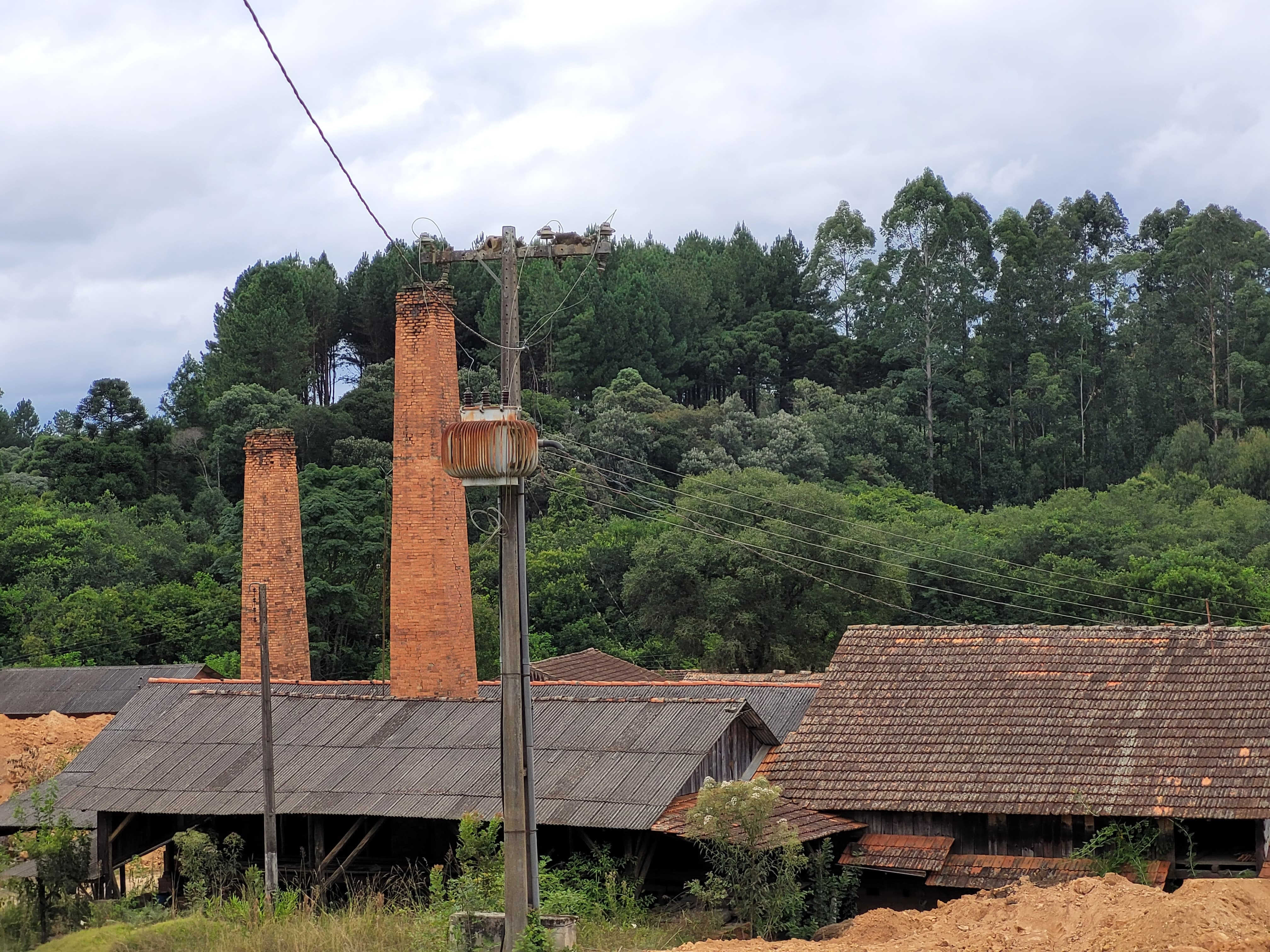
Olaria Kundlatsch, fundada em 1918

Uma das primeiras indústrias a se instalarem no município de Mafra foi a Olaria Kundlatsch, em 1918, garantindo o fornecimento de tijolos e telhas para a construção de imóveis no recém emancipado município. A Olaria foi fundada pelo imigrante austríaco João Kundlatsch (nascido Johan Kundlatsch), e herdada pelos seus filhos Rudulfo, José, João Evaldo e Bernardo Kundlatsch em 1945. A olaria teve suas atividades encerradas em 2017, garantindo assim um século de serviços prestados ao município de Mafra e tendo seu fundador sido homenageado pela Câmara de Vereadores Municipal.
O município possui um parque industrial diversificado, sendo a de maior importância a indústria madeireira e de curtumes. Além deste, há indústrias no setor cerâmico (revestimentos), curtumes, têxtil, metalúrgica, minerais não metálicos e alimentícia.

### Serviços e comércio
Mafra é muito forte neste quesito, como o comércio varejista e a prestação de serviços, sobretudo nos serviços públicos, o qual possui muitos representantes de órgãos do governo federal (Receita Federal, Ministério Público Federal, Justiça Federal, Polícia Rodoviária Federal, INSS, DNIT entre outros) e estadual (receita Estadual, Regionais de Secretaria de Estado, FATMA, CIDASC, Varas da Justiça (Civil, Criminal e do Trabalho), CELESC, CASAN entre outros).
Na cidade existem também 7 agências bancárias (CAIXA, Banco do Brasil, BESC, HSBC, Bradesco, Itaú, Credinorte) que prestam os mais diversos serviços na área financeira. Além destes bancos, Mafra foi uma das primeiras cidades do país a receber uma Agência do Banco Nacional da Agricultura Familiar - BNAF, que tem como objetivo facilitar o acesso ao pequeno produtor rural à tecnologia no uso de sementes e mudas, à qualificação do plantel pecuário, além de repasse de informações para o gerenciamento de pequenas propriedades.

### Infra-estrutura

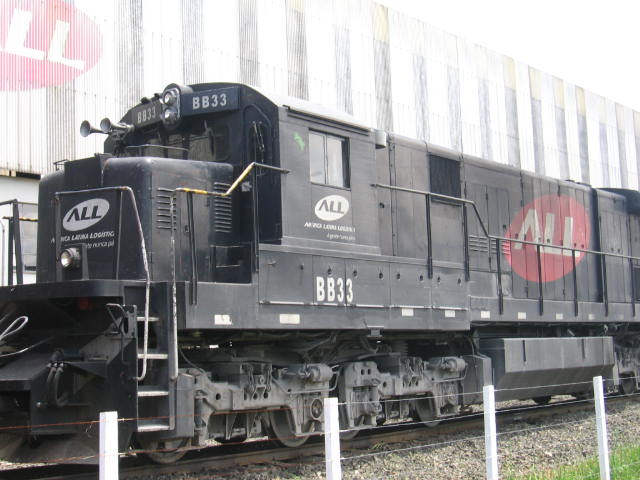
Locomotiva da Rumo

O município de Mafra é um importante entroncamento rodoferroviário na região, servida pela BR 116, BR 280 e pelas ferrovias Linha do São Francisco e Tronco Principal Sul da antiga RFFSA, hoje concedidas à Rumo. Existe também um aeroporto de administração municipal no Bairro do Faxinal, também conhecido como Aeroporto Hugo Werner.
Mafra conta ainda com uma universidade (UnC), um hospital com 69 leitos (Hospital São Vicente de Paula), e uma maternidade (Maternidade Dona Catarina Kuss) esta, devido ao bom serviço prestado, foi a primeira maternidade do sul do Brasil a ser reconhecida pela UNICEF com o título de "Amiga da Criança".

### Transporte urbano
Dentre as linhas de ônibus urbanos, há a linha Faxinal/Bom Jesus. Esta linha é a mais importante da cidade sendo que seu trajeto é:bairro Faxinal/todo o bairro Vila Nova/bairro Alto de Mafra/Centro/então entra na cidade de Rio Negro passando pelo Centro/bairro Campo do Gado/bairro Bom Jesus/seu ponto final é em frente ao Colégio Agrícola do bairro Tijuco Preto. E assim faz todo o trajeto novamente ate o Faxinal.
A linha conta com 7 ônibus sendo uma linha a cada 15 minutos.

### Turismo

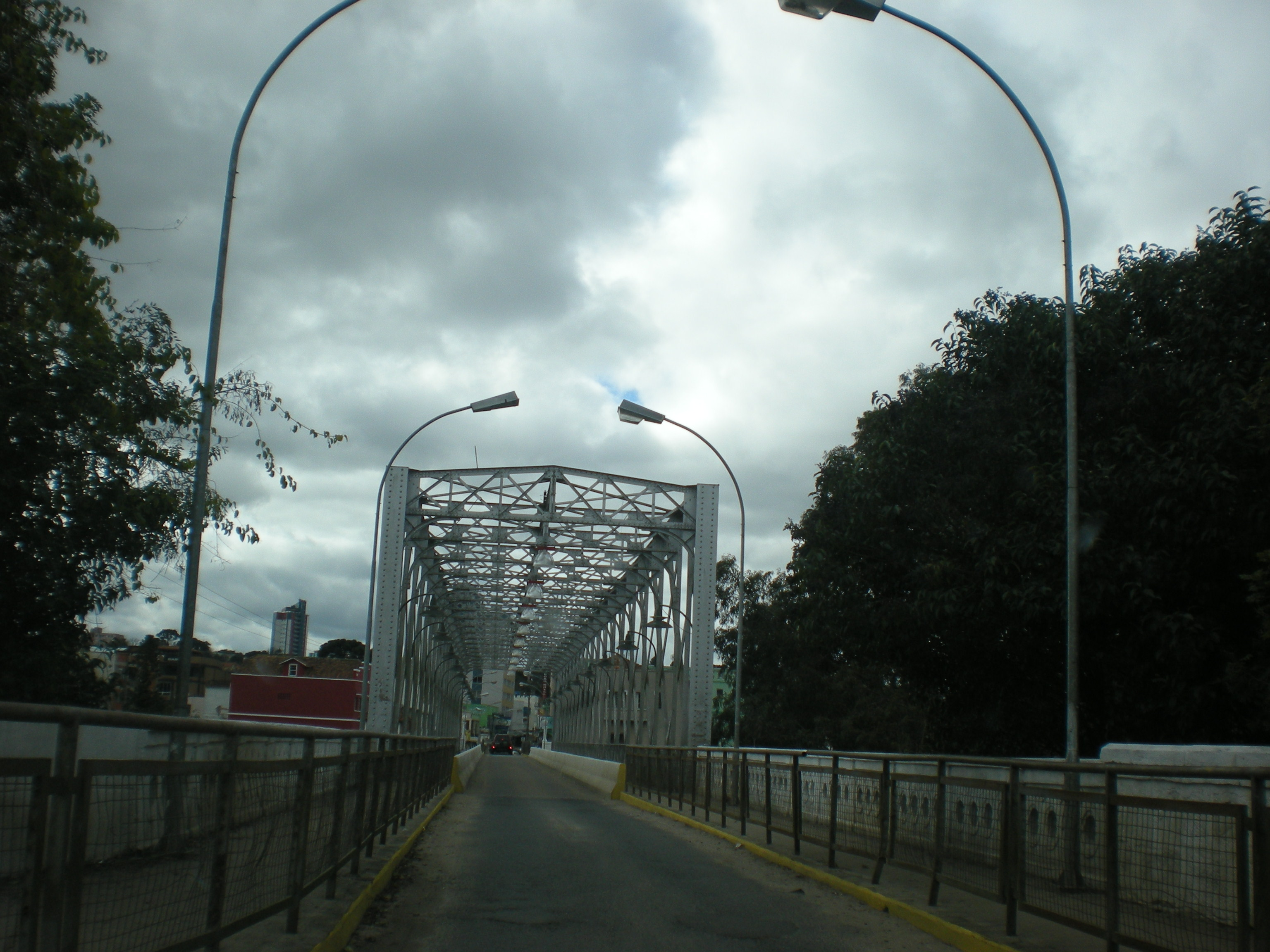
Ponte Metálica Dr. Dinis Assis Henning.

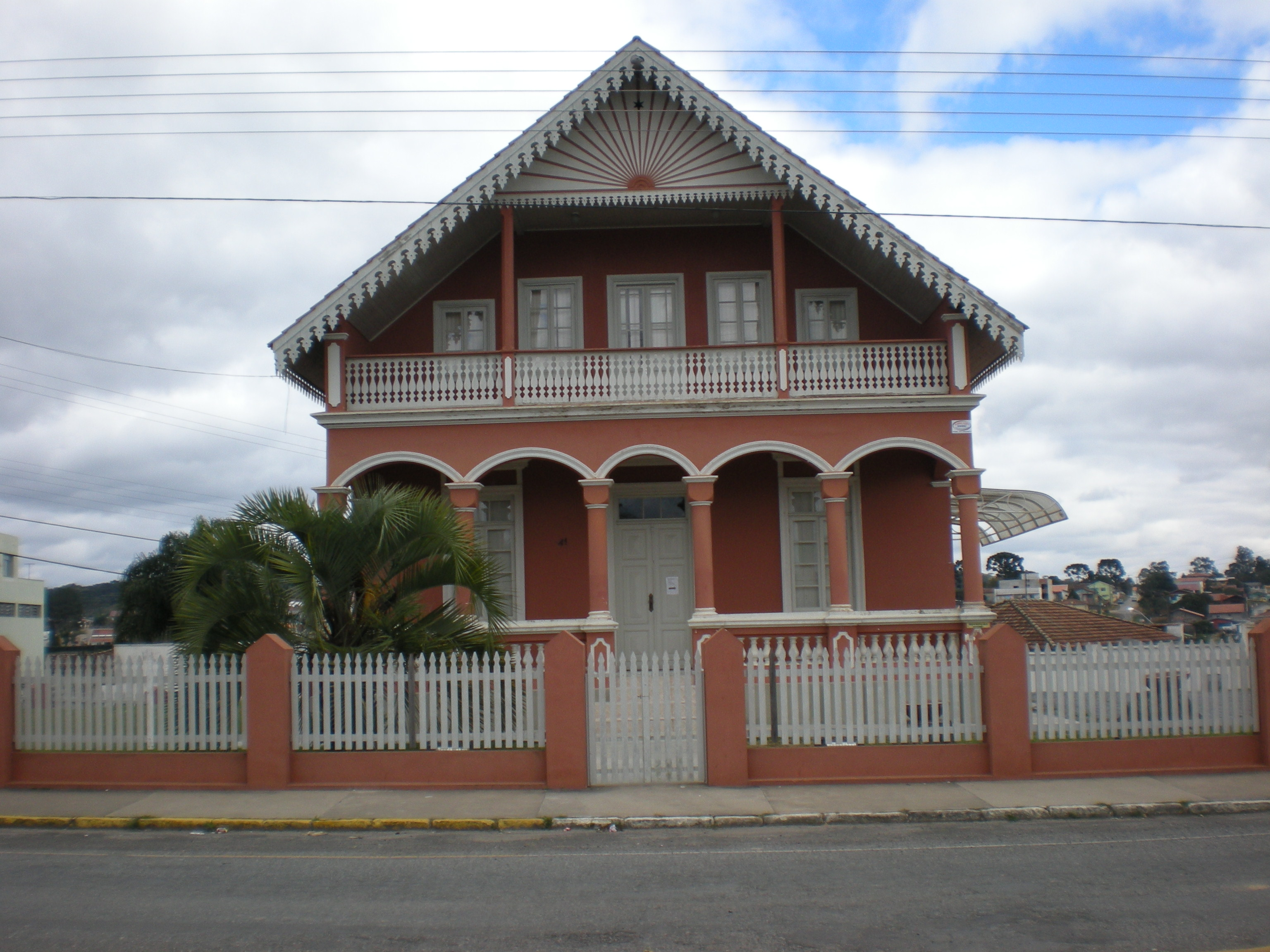
Um exemplo da arquitetura de Mafra

Colonizada por diversos povos, mantém as tradições em centros culturais e em grupos folclóricos como o Bucovino Boarischer Wind (alemão) e o Vesná (ucraniano).
Visite a Igreja Nossa Senhora do Perpétuo Socorro, templo de fé dos ucranianos que vivem na cidade, e a ponte metálica Dr. Dinis Assis Henning sobre o Rio Negro, inaugurada em 1896 e maior monumento histórico da região.
Vale conhecer algumas particularidades da cidade, como as canforeiras (planta de origem asiática da qual é extraída a cânfora) da praça Hercílio Luz, o calçamento de pedra basáltica e os fósseis, que provam que há milhões de anos a região esteve sob o mar.

#### Eventos
Diversos eventos são realizados durante o ano. A Festa de São José, em março; Festa de Nossa Senhora do Perpétuo Socorro, tradicional na comunidade ucraniana em homenagem à padroeira, em junho; a Festa Bucovina, tradicional comemoração dos bucovinos, com atividades folclóricas e culturais, comidas típicas e muita animação, em julho. Em setembro ocorre a Festa do Produtor, a qual faz parte das comemorações do aniversário do município, e a Festa de Nossa Senhora Aparecida, em outubro.
Além da infraestrutura turística existente, Mafra também conta com turismo ecológico, que dispõe de passeios por florestas, cachoeiras, áreas rurais, usinas e sítios paleontológicos.

#### Cine-Teatro Emacite
O Cineteatro Emacite é uma sala de espetáculos, em especial de projeção cinematográfica e de apresentação teatral, que fica na cidade de Mafra.
Em 1940, José Rauen idealizou um projeto para a construção de um complexo constituído por Hotel, Cinema e Restaurante na cidade de Mafra, cujo objetivo principal era a exploração do comércio cinematográfico e teatral. Tal complexo, a Empresa Mafrense de Cinema e Teatro, vindo dessas iniciais o nome Emacite, foi fruto de uma parceria entre José Rauen e Alfredo Herbst, que disponibilizou parte de seu capital com um terreno situado em Mafra, na Rua Coronel Victorino Bacelar e Praça Hercílio Luz, com área de 1813,60m², onde foi edificado o prédio destinado ao cinema.
Sua construção teve início em 1950, sendo que o projeto inicial não passou de quatro paredes levantadas e teve a construção paralisada, sendo retomado apenas em 1958, pelo engenheiro Rubens Meister. O cinema foi concluído em 1961 e neste mesmo ano inaugurado em grande estilo, com acomodação para 901 pessoas. Sua arquitetura tem sido considerada uma das melhores do estado, com excelente acústica, tornando-se um dos mais modernos e perfeitos cinemas da época.
Com os avanços tecnológicos e o surgimento do vídeocassete em 1988, o cinema sofreu grande queda de público, não podendo mais repetir filmes, como era costume até então, e sim somente exibir lançamentos. Em meados do século XX, o Cine Emacite deixou de exibir filmes definitivamente, por não conseguir manter as despesas da sala e pela escassez de público.
No início do século XXI foi reformado pela Prefeitura Municipal de Mafra, sob a responsabilidade da arquiteta Dilene Dias, e reaberto em 2005, sob nova direção e dispondo de ambiente moderno e, com a reforma, o palco ganhou espaço avançando sobre a plateia, que ficou com 717 lugares. Atualmente, atuando como Cineteatro e Eventos Emacite, caracteriza-se por ser um dos poucos cinemas de rua ainda em atividade, e apresenta programação cultural diversificada abrangendo cinema e teatro.
O Cine Emacite, teve seu maior movimento nos anos 60 e 70. Os cinemas da época, mediante o fato de ainda não existir videocassete, apresentavam lançamentos, reprises, em especial de filmes famosos, pois era a única forma, muitas vezes, de se assistir a um filme cultuado pela tradição.
A cultura do cinema, nas décadas de 60 e 70, era característica, de forma a se tornar um marco social de relevância e acesso à cultura e informação. Os cinemas eram o ponto de encontro da cidade, o local onde os jovens se conheciam, encontravam e namoravam. Havia a importância da espera da sessão, quando a sala de cinema era mantida iluminada, e os jovens da cidade usavam-na para a antiga “paquera”; havia também a importância da comunicação, mediante o fato de o cinema ter sido, na época, um meio de difundir comportamentos, modas e tendências.
A programação do Cine Emacite, nas décadas de 60 e 70, tinha características próprias, apresentava a maior parte dos filmes aos sábados e domingos, através das sessões da tarde, as matinês, além de sessões noturnas. Havia também sessões especiais, tais como a sessão “Belo-sexo”, às quartas-feiras à noite, quando as mulheres não pagavam o ingresso. Geralmente, a sessão era dupla, apresentava dois filmes seguidos, e quase sempre um dos filmes era um western spaghetti. Os lançamentos passavam, na sua maioria, na sessão da noite. Houve alguns lançamentos históricos, que mereceram sessões extras, como quando foi lançado o filme Gandhi, de Richard Attenborough.

## Educação

### Universidade do Contestado

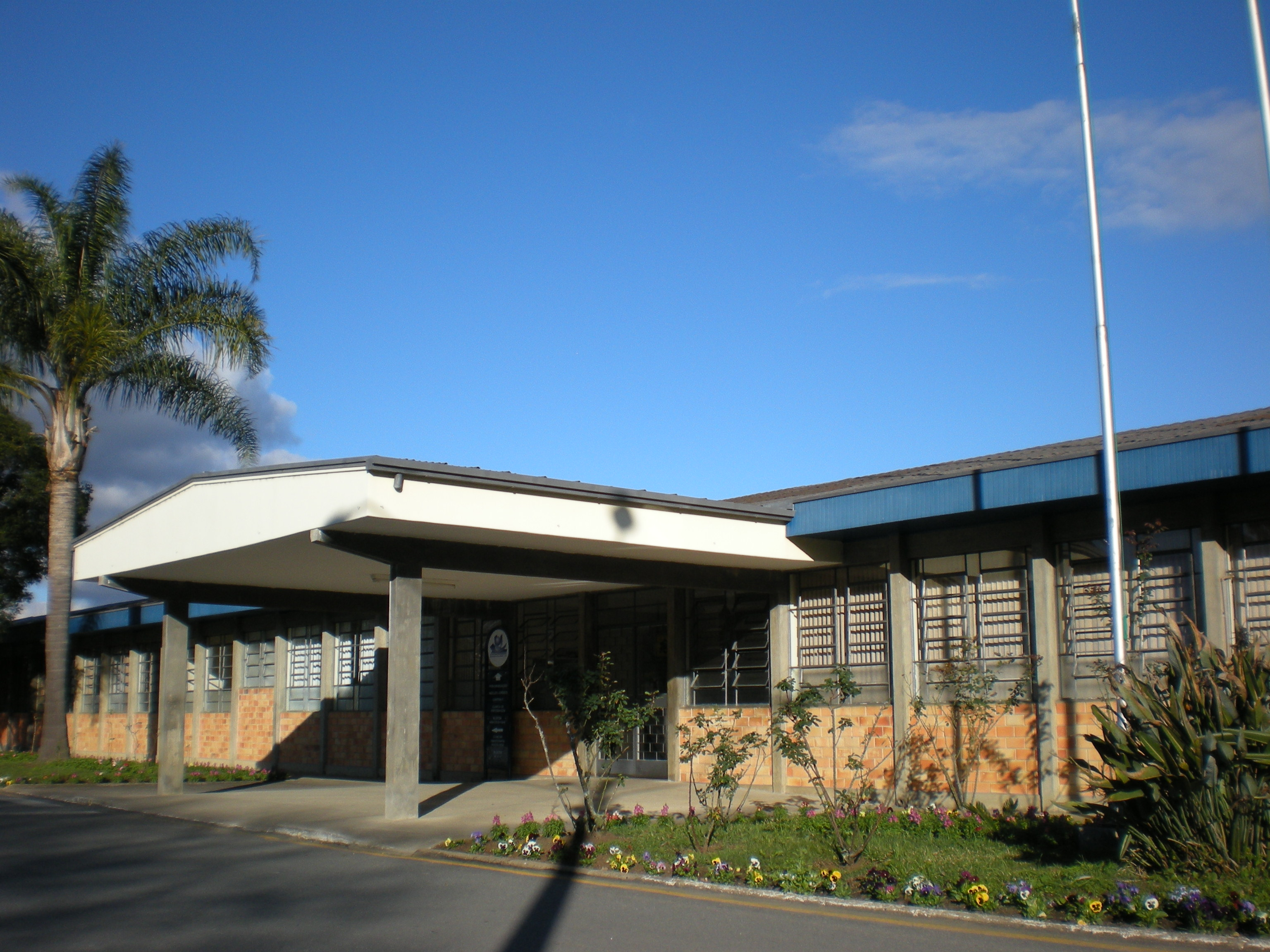
Universidade do Contestado, campus Mafra

O Campus Universitário de Mafra, que integra a Universidade do Contestado (UnC), começou sua história com a criação da Fundação Educacional do Norte Catarinense (Funorte), na década de 1970; a primeira faculdade, nas áreas  de Ciências e Letras, começou a funcionar em março de 1973, nas dependências da Escola Básica "Santo Antônio".
A Lei Municipal n.º 1991, de 8 de agosto de 1994, uniu a Funorte a 5 (cinco) Instituições de Ensino Superior, todas com as mesmas características da Funorte (Mafra): Fundação Educacional do Alto Vale do Rio do Peixe (Fearpe), em Caçador; Fundação Educacional do Alto Uruguai Catarinense (Feauc), em Concórdia; Fundação das Escolas do Planalto Catarinense (Funploc), em Canoinhas; Fundação do Planalto Central Catarinense (Feplac), em Curitibanos, originando a Universidade do Contestado – UnC.

## Esportes
Mafra conta com os clubes:
- Mafra Futsal
- Operário
- Pery Ferroviário

## Bairros
Os bairros de Mafra são:
| - Bairro do Autódromo - Campo da Lança - Centro I - Baixada - Centro II - Alto de Mafra - Espigão do Bugre - Faxinal - Fazenda Potreiro - Jardim América | - Jardim do Moinho - Jardim Novo Horizonte - Passo - Restinga - São Lourenço - Vila Argentina - Vila Buenos Aires | - Vila Clementina - Vila das Flores - Vila Edson Luis - Vila Formosa - Vila Ferroviária - Vila Ivete - Vila Nova |

Além dos bairros urbanos, o município conta ainda com as seguintes comunidades rurais:
- Amola Flecha
- Avencal de Cima
- Avencal do Meio
- Avencal do Saltinho
- Barracas
- Bela Vista do Sul
- Bituva Grande
- Bituvinha
- Butiá do Braz
- Butiá do Lageado
- Butiá dos Carvalho
- Butiá dos Taborda
- Butiá Santa Rita
- Caçador
- Caillet
- Campina Konkel
- Campo Novo
- Campo São Lourenço
- Canivete
- Colônia Augusta Vitória
- Colônia Nova
- Corredeira
- Engenho do Meio
- Estação Tingui
- Fazenda Potreiro
- Gabiroba
- General Brito
- Irara
- Lageadinho
- Leonel
- Papua
- Pedra Fina
- Perizal
- Ribeirãozinho
- Rio Branco
- Rio da Areia de Baixo
- Rio da Areia de Cima
- Rio da Areia do Meio
- Rio do Cedro
- Rio Preto do Sul
- Rio Preto Velho
- Saltinho do Canivete
- São João da Barra
- São Lourenço
- Tacanica
- Vila Grein
- Vila Neumann
- Vila Olsen
- Vila Peschel
- Vila Pscheidt
- Vila Ruthes

## Mafrenses ilustres
Dentre os mafrenses mais notórios, destacam-se:
- Carlos Eduardo Bezerra Saliba, médico e ex-prefeito de Mafra
- Edmond Jorge José Saliba, médico e político
- Hugo Mund Júnior, poeta e artista plástico
- Iolanda Tecla da Silveira, jornalista, escritora e palestrante, ocupante da cadeira número 27 da Academia Feminina de Letras do Paraná
- João Braz de Aviz, cardeal católico e prefeito emérito do Dicastério para os Institutos de Vida Consagrada e Sociedades de Vida Apostólica no Vaticano
- João Romário Carvalho, médico veterinário, ex-deputado estadual e ex-prefeito de Mafra
- Luiz Roberto Herbst, ex-deputado estadual e presidente do Tribunal de Contas do Estado de Santa Catarina
- Miguel Angelo Dittrich, professor, treinador e árbitro de handebol
- Oscar Rösler, naturalista e paleobotânico, idealizador do Centro Paleontológico da Universidade do Contestado